# Daniela Colaiacomo
Daniela Colaiacomo (ur. 24 grudnia 1975 w Rzymie) – włoska szablistka, złota medalistka mistrzostw świata.
Podczas mistrzostw świata w Seulu w 1999 roku Włoszki w składzie: Ilaria Bianco, Anna Ferraro, Alessia Tognolli i Daniela Colaiacomo zdobyły drużynowo złoty medal. W rywalizacji indywidualnej była tam szósta.
Nigdy nie wzięła udziału w igrzyskach olimpijskich.